# Riso soffiato

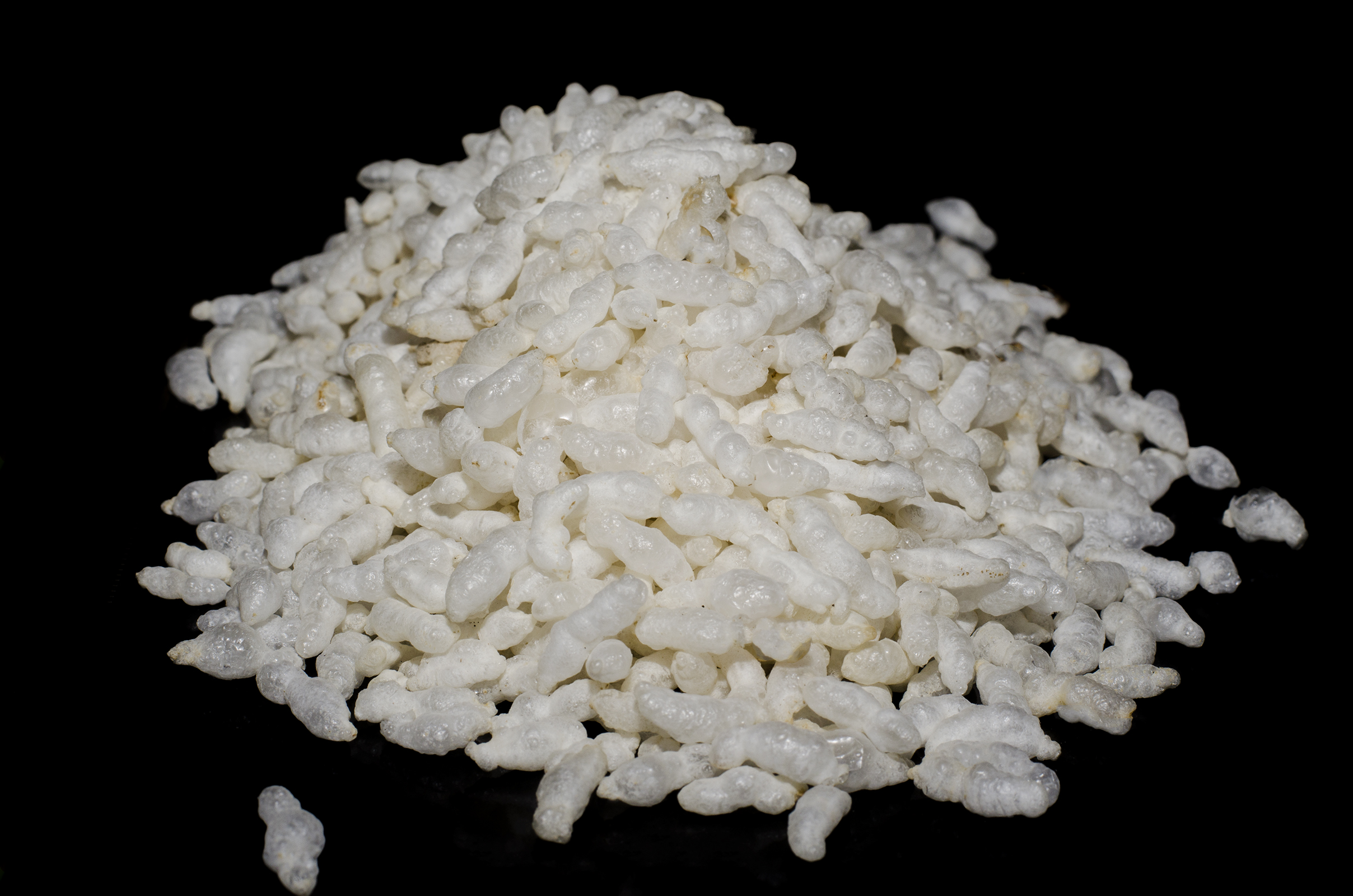
Riso soffiato

Il riso soffiato è un tipo di riso prodotto riscaldando i chicchi sotto la pressione del vapore. 

## Produzione e processo di lavorazione
Per la produzione si scelgono chicchi di riso alimentare brillato e vengono usate quantità minime di olio di colza.
Il processo comprende un preriscaldamento del chicco ad una temperatura di 300-400 °C in autoclave seguito da un aumento della pressione, che gradualmente raggiunge e supera i 15 bar. L'introduzione di vapore acqueo surriscaldato (240-250 °C) completa la fase di pretrattamento. 
Il processo è completato da una drastica riduzione della pressione che provoca l'espansione dell'acqua presente all'interno del chicco e la sua conseguente trasformazione sia nella forma che nella consistenza, diventando così riso soffiato.

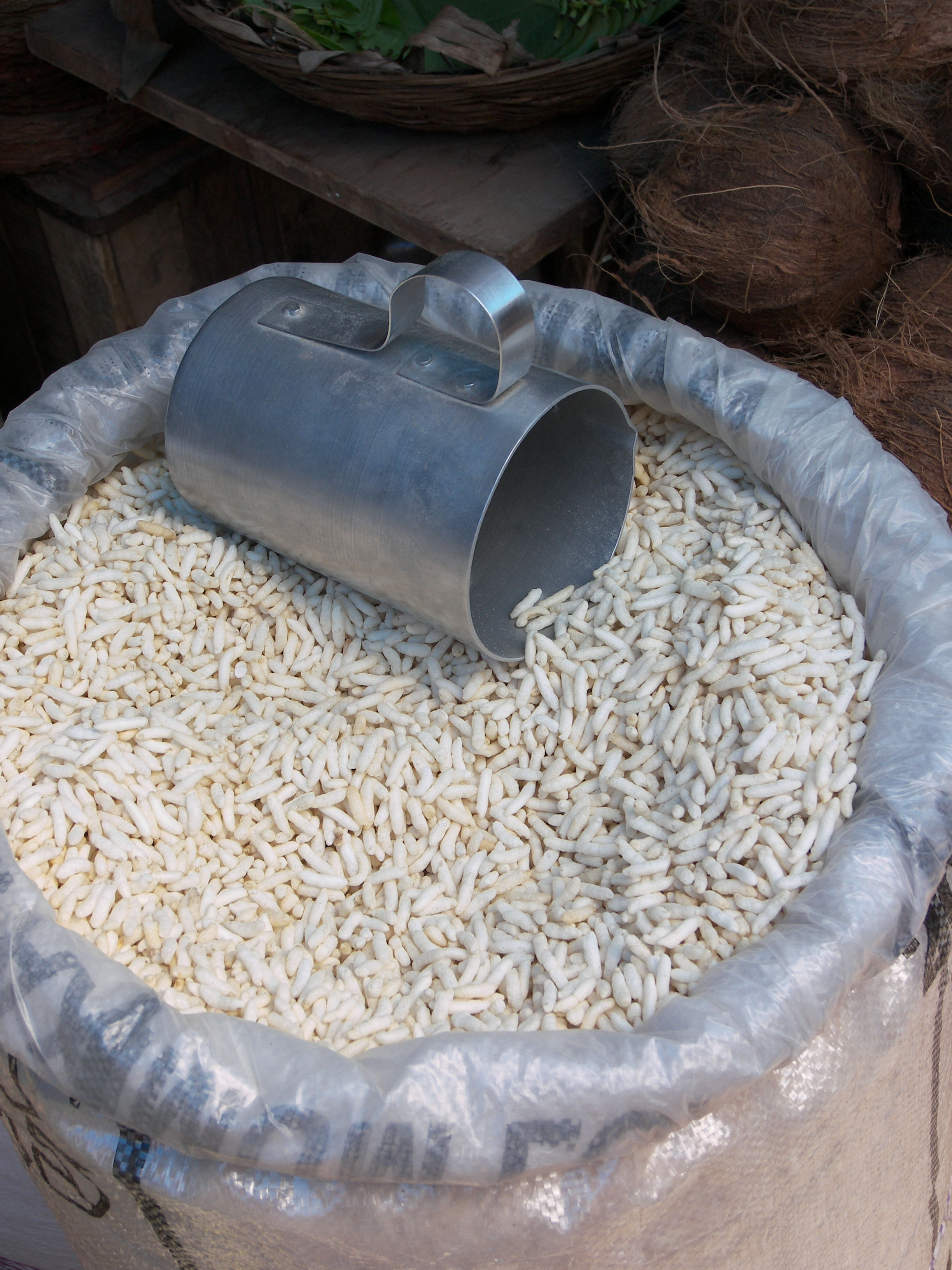
Riso soffiato in vendita all'Ulsoor Market di Bangalore (India).